# Charles de Barbançois
Charles de Barbançois est un homme politique français. Il est né le 4 mai 1869 à Paris et il est décédé le 24 août 1914 à Bioncourt, dans le département de la Moselle.

## Biographie
Propriétaire terrien, petit-fils de Léon Formose de Barbançois, député et sénateur, il fait l'école militaire de Saint-Cyr avant de quitter l'armée pour se consacrer à la politique et à la gestion de ses domaines. Maire de Villegongis, conseiller général du canton de Levroux, il est député de l'Indre de 1905 à 1906, inscrit au groupe Républicain progressiste. 
Rappelé par mobilisation le 2 août 1914 au 25e régiment de Dragons, il est tué le 24 août à Bey-sur-Seille - Alincourt (57), où il avait repris du service comme capitaine de cavalerie.

## Sources
- « Charles de Barbançois », dans le Dictionnaire des parlementaires français (1889-1940), sous la direction de Jean Jolly, PUF, 1960 [détail de l’édition]